# Вечная мерзлота (фильм)
«Вечная мерзлота» (фин. Paha maa) — финский фильм-драма режиссёра Аку Лоухимиеса.
Фильм создан по мотивам рассказа Льва Толстого «Фальшивый купон» (1904) и состоит из ряда киноновелл, действие которых перенесено в Финляндию, в начало XXI века.

## Сюжет
Только что окончивший школу Нико, прожигает свою жизнь в употреблении наркотиков, выпивке и бесцельном времяпрепровождении. Созданная им фальшивая 500-евровая купюра полагает начало ряду трагических историй различных людей — спивающегося продавца пылесосов, молодого хакера, рокера-неудачника, женщины-полицейской и ряда других.

## В ролях
| Актёр              | Роль                              |
| ------------------ | --------------------------------- |
| Яспер Пяаккёнен    | Нико Смоландер                    |
| Микко Леппилампи   | Туомас Микаэль Сарастэ            |
| Памела Тола        | Элина Орависта                    |
| Петтери Сумманен   | Антти Архамо                      |
| Матлеена Куусниеми | Ханнеле Архамо                    |
| Микко Коуки        | Исто Виртанен                     |
| Сулеви Пелтола     | Теуво «Теукка» Хурскайнен         |
| Пертти Свехольм    | Пертти Смоландер                  |
| Самули Эдельманн   | продавец машин «Яртса» Матикайнен |
| Саара Паккасвирта  | мать лавочника                    |
| Пекка Валкееярви   | лавочник                          |
| Сусанна Антеройнен | старший мастер                    |
| Никлас Хеллакоски  | Конста                            |
| Эмилия Суоперя     | ангел скорой помощи Мария         |
| Йонатан Каяндер    | Йонатан «Йонтту» Архамо           |